# Liste der Staatsoberhäupter 1906
Übersicht
◄◄ | ◄ | 1902 | 1903 | 1904 | 1905 | Liste der Staatsoberhäupter 1906 | 1907 | 1908 | 1909 | 1910 | ► | ►►

Weitere Ereignisse

## Afrika
- Ägypten (1882–1914 nominell Bestandteil des osmanischen Reiches, de facto britisches Protektorat)
  - Staatsoberhaupt: Khedive Abbas II. (1892–1914)
  - Regierungschef: Ministerpräsident Mustafa Fahmi Pascha (1891–1893, 1895–1908)
  - Britischer Generalkonsul: Evelyn Baring, 1. Earl of Cromer (1883–1907)

- Äthiopien
  - Staats- und Regierungschef: Kaiser Menelik II. (1898–1913)

- Liberia
  - Staats- und Regierungschef: Präsident Arthur Barclay (1904–1912)

## Amerika

### Nordamerika
- Kanada
  - Staatsoberhaupt: König Eduard VII. (1901–1910)
    - Generalgouverneur: Albert Grey, 4. Earl Grey (1904–1911)

  - Regierungschef: Premierminister Wilfrid Laurier (1896–1911)

- Mexiko
  - Staats- und Regierungschef: Präsident Porfirio Díaz (1876–1880, 1884–1911)

- Vereinigte Staaten von Amerika
  - Staats- und Regierungschef: Präsident Theodore Roosevelt (1901–1909)

### Mittelamerika
- Costa Rica
  - Staats- und Regierungschef:
    - Präsident Ascensión Esquivel Ibarra (1902–8. Mai 1906)
    - Präsident Cleto González Víquez (8. Mai 1906–1910, 1928–1932)

- Dominikanische Republik
  - Staats- und Regierungschef:
    - Präsident Carlos Felipe Morales (1903–12. Januar 1906)
    - Präsident Ramón Cáceres (1905–1911) (bis 12. Januar kommissarisch)

- El Salvador
  - Staats- und Regierungschef: Präsident Pedro José Escalón (1903–1907)

- Guatemala
  - Staats- und Regierungschef: Präsident Manuel José Estrada Cabrera (1898–1920)

- Haiti
  - Staats- und Regierungschef: Präsident Pierre Nord Alexis (1902–1908)

- Honduras
  - Staats- und Regierungschef: Präsident Manuel Bonilla (1903–1907, 1912–1913)

- Kuba (1906–1909 von den USA besetzt)
  - Staats- und Regierungschef:
    - Präsident Tomás Estrada Palma (1976–1877, 1902–28. September 1906)
    - Gouverneur William Howard Taft (29. September 1906–13. Oktober 1906) (1909–1913 Präsident der USA)
    - Gouverneur Charles Edward Magoon (13. Oktober 1906–1909)

- Nicaragua
  - Staats- und Regierungschef: Präsident José Santos Zelaya (1893–1909)

- Panama
  - Staats- und Regierungschef: Präsident Manuel Amador Guerrero (1904–1908)

### Südamerika
- Argentinien
  - Staats- und Regierungschef:
    - Präsident Manuel Quintana (1904–12. März 1906)
    - Präsident José Figueroa Alcorta (12. März 1906–1910)

- Bolivien
  - Staats- und Regierungschef: Präsident Ismael Montes (1904–1909, 1913–1917)

- Brasilien
  - Staats- und Regierungschef:
    - Präsident Francisco de Paula Rodrigues Alves (1902–15. November 1906)
    - Präsident Afonso Augusto Moreira Pena (15. November 1906–1909)

- Chile
  - Staats- und Regierungschef:
    - Präsident Germán Riesco Errázuriz (1901–18. September 1906)
    - Präsident Pedro Montt Montt (18. September 1906–1910)

- Ecuador
  - Staats- und Regierungschef:
    - Präsident Lizardo García (1905–16. Januar 1906)
    - Eloy Alfaro (1883, 1895–1901, 16. Januar 1906–1911)

- Kolumbien
  - Staats- und Regierungschef: Präsident Rafael Reyes (1904–1909)

- Paraguay
  - Staats- und Regierungschef:
    - Präsident Cecilio Báez (1905–25. November 1906) (kommissarisch)
    - Präsident Benigno Ferreira (25. November 1906–1908)

- Peru
  - Staatsoberhaupt: Präsident José Pardo y Barreda (1904–1908, 1915–1919) (1903–1904 Ministerpräsident)
  - Regierungschef: Ministerpräsident Augusto B. Leguía y Salcedo (1904–1907) (1908–1912, 1919–1930 Präsident)

- Uruguay
  - Staats- und Regierungschef: Präsident José Batlle y Ordóñez (1899, 1903–1907, 1911–1915)

- Venezuela
  - Staats- und Regierungschef: Präsident Cipriano Castro (1899–1909)

## Asien

### Ost-, Süd- und Südostasien
- Bhutan
  - Herrscher: Liste der Herrscher von Bhutan

- China
  - Herrscher: Kaiser Guangxu (1875–1908, nominell)
  - Regentin: Kaiserinwitwe Cixi (1898–1908)

- Britisch-Indien
  - Kaiser: Eduard VII. (1901–1910)
  - Vizekönig: Gilbert Elliot-Murray-Kynynmound (1905–1910)

- Japan
  - Staatsoberhaupt: Kaiser Mutsuhito (1852–1912)
  - Regierungschef:
    - Premierminister Marquis Katsura Tarō (1901–7. Januar 1906)
    - Premierminister Fürst Saionji Kimmochi (7. Januar 1906–1908)

- Korea
  - Herrscher: Kaiser Gojong (1897–1907)

- Nepal
  - Staatsoberhaupt: König Prithvi (1881–1911)
  - Regierungschef: Ministerpräsident Chandra Shamsher Jang Bahadur Rana (1901–1929)

- Siam (heute: Thailand)
  - Herrscher: König Chulalongkorn (1868–1910)

### Vorderasien
- Persien (heute: Iran)
  - Staatsoberhaupt: Schah Mozaffar ad-Din Schah (1896–1907)
  - Regierungschef: Ministerpräsident Amin os-Soltan (1906–1907)

### Zentralasien
- Afghanistan
  - Herrscher: Emir Habibullah Khan (1901–1919)

## Australien und Ozeanien
- Australien
  - Staatsoberhaupt: König Eduard VII. (seit 1901)
    - Generalgouverneur: Henry Northcote (seit 1904)

  - Regierungschef: Premierminister Alfred Deakin (seit 1905)

## Europa
- Andorra
  - Co-Fürsten:
    - Staatspräsident von Frankreich:
      - Émile Loubet (1899–18. Februar 1906)
      - Armand Fallières (18. Februar 1906–1913)

    - Bischof von Urgell: Joan Josep Laguarda i Fenollera (1902–6. Dezember 1906)

- Belgien
  - Staatsoberhaupt: König Leopold II. (1865–1909)
  - Regierungschef: Ministerpräsident Paul de Smet de Naeyer (1896–1899, 1899–1907)

- Bulgarien
  - Staatsoberhaupt: Fürst Ferdinand I. (1887–1918) (ab 1908 Zar)
  - Regierungschef:
    - Ministerpräsident Ratscho Petrow (1901, 1903–4. November 1906)
    - Ministerpräsident: Dimitar Petkow (5. November 1906–1907)

- Dänemark
  - Staatsoberhaupt:
    - König Christian IX. (1863–29. Januar 1906)
    - König Friedrich VIII. (29. Januar 1906–1912)

  - Regierungschef: Ministerpräsident Jens Christian Christensen (1905–1908)

- Deutsches Reich
  - Kaiser: Wilhelm II. (1888–1918)
    - Reichskanzler: Bernhard von Bülow (1900–1909)

  - Anhalt
    - Herzog: Friedrich II. (1904–1918)
      - Staatsminister: Johann von Dallwitz (1903–1909)

  - Baden
    - Großherzog: Friedrich I. (1856–1907)
      - Staatsminister: Alexander von Dusch (1905–1917)

  - Bayern
    - König: Otto I. (1886–1913)
      - Regent: Prinzregent Luitpold (1886–1912)
        - Vorsitzender im Ministerrat: Clemens Freiherr von Podewils-Dürniz (1903–1912)

  - Braunschweig
    - Regent: Prinz Albrecht von Preußen (1885–1906)
    - Präsident des Regentschaftsrates: Albert von Otto (1906–1907)

  - Bremen
    - Bürgermeister: Carl Georg Barkhausen (1904) (1906) (1911) (1913) (1916)

  - Reichsland Elsaß-Lothringen
    - Kaiserlicher Statthalter: Hermann Fürst zu Hohenlohe-Langenburg (1894–1907)
      - Staatssekretär des Ministeriums für Elsaß-Lothringen: Ernst Matthias von Köller (1901–1908)

  - Hamburg
    - Erster Bürgermeister: Johann Heinrich Burchard (1903) (1906) (1908–1909) (1912)

  - Hessen-Darmstadt
    - Großherzog: Ernst Ludwig (1892–1918)
      - Präsident des Gesamtministeriums: Carl Rothe (1898–1906)
      - Präsident des Gesamtministeriums: Carl Ewald (1906–1918)

  - Lippe
    - Fürst: Leopold IV. (1905–1918)

  - Lübeck
    - Bürgermeister: Johann Georg Eschenburg (1905–1906, 1909–1910, 1913–1914)

  - Mecklenburg-Schwerin
    - Großherzog: Friedrich Franz IV. (1897–1918)
      - Staatsminister: Carl Graf von Bassewitz-Levetzow (1901–1914)

  - Mecklenburg-Strelitz
    - Großherzog: Adolf Friedrich V. (1904–1914)
      - Staatsminister: Friedrich von Dewitz (1895–1907)

  - Oldenburg
    - Großherzog: Friedrich August II. (1900–1918)
      - Staatsminister: Wilhelm Friedrich Willich (1900–1908)

  - Preußen
    - König: Wilhelm II. (1888–1918)
      - Ministerpräsident: Bernhard von Bülow (1900–1909)

  - Reuß ältere Linie
    - Fürst: Heinrich XXIV. (1902–1918)
      - Regent: Heinrich XIV. (Reuß jüngere Linie) (1902–1908)

  - Reuß jüngere Linie
    - Fürst: Heinrich XIV. (1867–1913)

  - Sachsen
    - König: Friedrich August III. (1904–1918)
      - Vorsitzender des Gesamtministeriums: Karl Georg Levin von Metzsch-Reichenbach (1901–1906)
      - Vorsitzender des Gesamtministeriums: Konrad Wilhelm von Rüger (1906–1910)

  - Sachsen-Altenburg
    - Herzog: Ernst I. (1853–1908)

  - Sachsen-Coburg und Gotha
    - Herzog Carl Eduard (1900–1918)
    - Staatsminister Ernst von Richter (1905–1914)

  - Sachsen-Meiningen
    - Herzog: Georg II. (1866–1914)

  - Sachsen-Weimar-Eisenach
    - Großherzog: Wilhelm Ernst (1901–1918)

  - Schaumburg-Lippe
    - Staatsoberhaupt: Fürst Georg (1893–1911)
    - Regierungschef: Staatsminister Friedrich von Feilitzsch (1898–1918)

  - Schwarzburg-Rudolstadt
    - Fürst: Günther Victor (1890–1918)

  - Schwarzburg-Sondershausen
    - Fürst: Karl Günther (1880–1909)

  - Waldeck und Pyrmont (seit 1968 durch Preußen verwaltet)
    - Fürst: Friedrich (1893–1918)
    - Preußischer Landesdirektor: Johannes von Saldern (1886–1907)

  - Württemberg
    - König: Wilhelm II. (1891–1918)
      - Präsident des Staatsministeriums: Wilhelm August von Breitling (1901–1906)
      - Präsident des Staatsministeriums: Karl von Weizsäcker (1906–1918)

- Finnland (1809–1917 autonomes Großfürstentum des Russischen Kaiserreichs)
  - Staatsoberhaupt: Großfürst Nikolaus II. (1894–1917)
    - Generalgouverneur: Nikolai Nikolajewitsch Gerhard (1905–1908)

- Frankreich
  - Staatsoberhaupt:
    - Präsident Émile Loubet (1899–18. Februar 1906)
    - Präsident Armand Fallières (18. Februar 1906–1913)

  - Regierungschef:
    - Präsident des Ministerrats Maurice Rouvier (1887, 1905–14. März 1906)
    - Präsident des Ministerrats Ferdinand Sarrien (14. März 1906–25. Oktober 1906)
    - Präsident des Ministerrats Georges Clemenceau (25. Oktober 1906–1909, 1917–1920)

- Griechenland
  - Staatsoberhaupt: König Georg I. (1863–1913)
  - Regierungschef: Ministerpräsident Georgios Theotokis (1899–1901, 1903, 1903–1904, 1905–1909)

- Italien
  - Staatsoberhaupt: König Viktor Emanuel III. (1900–1946)
  - Regierungschef:
    - Ministerpräsident Alessandro Fortis (1905–8. Februar 1906)
    - Ministerpräsident Sidney Sonnino (8. Februar 1906–29. Mai 1906, 1909–1910)
    - Ministerpräsident Giovanni Giolitti (1892–1893, 1903–1905, 29. Mai 1906–1909, 1911–1914, 1920–1921)

- Liechtenstein
  - Staats- und Regierungschef: Fürst Johann II. (1858–1929)

- Luxemburg
  - Staatsoberhaupt: Großherzog Wilhelm IV. (1905–1912) (1902–1905 Regent)
  - Regierungschef: Premierminister Paul Eyschen (1888–1915)

- Monaco
  - Staats- und Regierungschef: Fürst Albert I. (1889–1922)

- Montenegro
  - Fürst: Nikola I. Petrović Njegoš (1860–1918) (ab 1910 König)
  - Regierungschef:
    - Ministerpräsident Lazar Mijušković (1905–24. November 1906, 1916)
    - Ministerpräsident Marko Radulović (24. November 1906–1907)

- Neutral-Moresnet (1830–1915 unter gemeinsamer Verwaltung von Belgien und Preußen)
  - Staatsoberhaupt: König von Belgien Leopold II. (1865–1909)
    - Kommissar: Fernand Bleyfuesz (1889–1915, 1918–1920)

  - Staatsoberhaupt: König von Preußen Wilhelm II. (1888–1918)
    - Kommissar: Alfred Gülcher (1893–1909)

  - Bürgermeister: Hubert Schmetz (1885–1915)

- Niederlande
  - Staatsoberhaupt: Königin Wilhelmina (1890–1948)
  - Regierungschef: Ministerpräsident Theo de Meester (1905–1908)

- Norwegen
  - Staatsoberhaupt: König Haakon VII. (1905–1957)
  - Regierungschef: Ministerpräsident Christian Michelsen (1905–1907)

- Osmanisches Reich
  - Staatsoberhaupt: Sultan Abdülhamid II. (1876–1909)
  - Regierungschef: Großwesir Avlonyalı Mehmet Ferit Pascha (1903–1908)

- Österreich-Ungarn
  - Staatsoberhaupt: Kaiser Franz Joseph I. (1848–1916)
  - Regierungschef von Cisleithanien:
    - Ministerpräsident Paul Gautsch von Frankenthurn (1897–1898, 1904–2. Mai 1906)
    - Ministerpräsident Konrad zu Hohenlohe-Schillingsfürst (2. Mai 1906–2. Juni 1906)
    - Ministerpräsident Max Wladimir von Beck (2. Juli 1906–1908)

  - Regierungschef von Transleithanien:
    - Ministerpräsident Géza Fejérváry (1905–8. April 1906)
    - Ministerpräsident Sándor Wekerle (1892–1895, 8. April 1906–1910, 1917–1918)

- Portugal
  - Staatsoberhaupt: König Karl I. (1889–1908)
  - Regierungschef:
    - Ministerpräsident José Luciano de Castro (1886–1890, 1897–1900, 1904–19. März 1906)
    - Ministerpräsident Ernesto Rodolfo Hintze Ribeiro (1893–1897, 1900–1904, 19. März 1906–19. Mai 1906)
    - Ministerpräsident João Franco (19. Mai 1906–1908)

- Rumänien
  - Staatsoberhaupt: König Karl I. (1866–1914) (bis 1881 Fürst)
  - Regierungschef: Ministerpräsident Gheorghe Grigore Cantacuzino (1899–1900, 1905–1907)

- Russland
  - Staatsoberhaupt: Zar Nikolaus II. (1894–1917)
  - Regierungschef:
    - Ministerpräsident Sergei Witte (6. November 1905–1906)
    - Ministerpräsident Iwan Goremykin (5. Mai 1906–21. Juli 1906, 1914–1916)
    - Ministerpräsident Pjotr Stolypin (21. Juli 1906–1911)

- San Marino
  - Capitani Reggenti:
    - Onofrio Fattori (1898, 1902, 1905–1. April 1906, 1911–1912, 1916, 1922–1923) und Piermatteo Carattoni (1905–1. April 1906)
    - Giovanni Belluzzi (1. April 1906–1. Oktober 1906, 1910–1911) und Pietro Francini (1893–1894, 1. April 1906–1. Oktober 1906)
    - Alfredo Reffi (1. Oktober 1906–1907, 1910, 1915–1916) und Giovanni Arzilli (1. Oktober 1906–1907, 1910, 1916–1917)

  - Regierungschef: Liste der Außenminister San Marinos Domenico Fattori (1855–1910)

- Schweden
  - Staatsoberhaupt: König Oskar II. (1872–1907) (1872–1905 König von Norwegen)
  - Regierungschef:
    - Ministerpräsident Karl Staaff (1905–29. Mai 1906, 1911–1914)
    - Ministerpräsident Arvid Lindman (29. Mai 1906–1911, 1928–1930)

- Schweiz[1]
  - Bundespräsident: Ludwig Forrer (1906, 1912)
  - Bundesrat:
    - Adolf Deucher (1883–1912)
    - Josef Zemp (1892–1908)
    - Eduard Müller (1895–1919)
    - Ernst Brenner (1897–1911)
    - Robert Comtesse (1900–1912)
    - Marc-Emile Ruchet (1900–1912)
    - Ludwig Forrer (1903–1917)

- Serbien
  - König Peter I. Karadjordjevic (1903–1918)
  - Regierungschef:
    - Ministerpräsident Ljubomir Stojanović (1905–14. März 1906)
    - Ministerpräsident Sava Grujić (1887–1888, 1889–1891, 1893–1894, 1903–1904, 14. März 1906–30. April 1906)
    - Ministerpräsident Nikola Pašić (1891–1892, 1904–29. Mai 1905, 30. April 1906–1908, 1909–1911, 1912–1918) (1918, 1921–1924, 1924–1926 Ministerpräsident des Königreichs der Kroaten, Serben und Slowenen)

- Spanien
  - Staatsoberhaupt: König Alfons XIII. (1886–1941)
  - Regierungschef:
    - Ministerpräsident Segismundo Moret y Prendergast (1905–6. Juli 1906, 1906, 1909–1910)
    - Ministerpräsident José López Domínguez (6. Juli 1906–30. November 1906)
    - Ministerpräsident Segismundo Moret y Prendergast (1905–1906, 30. November 1906–4. Dezember 1906, 1909–1910)
    - Ministerpräsident Antonio Aguilar Correa, Marqués de la Vega de Armijo (4. Dezember 1906–1907)

- Vereinigtes Königreich:
  - Staatsoberhaupt: König Eduard VII. (1901–1910)
  - Regierungschef: Premierminister Henry Campbell-Bannerman (1905–1908)